# Jacques Dhur
Jacques Dhur, né Jacques Le Héno le 23 février 1902 dans le 13e arrondissement de Paris et mort le 26 décembre 1983 à Challans (Vendée), est un footballeur français évoluant au poste de gardien de but.

## Biographie

### Famille
Jacques Le Héno, fils du pamphlétiste Félix Le Héno dit Jacques Dhur, est né 23 février 1902 dans le 13e arrondissement de Paris et mort le 26 décembre 1983 à Challans,.

### Carrière
Jacques Dhur évolue au Stade français de 1926 à 1927. Durant cette saison, il connaît sa première et unique sélection en équipe de France de football. Il affronte sous le maillot bleu lors d'un match amical l'équipe du Portugal de football le 16 mars 1927. Les Portugais s'imposent sur le score de 4-0. 